# Fasti (storia romana)
I fasti, o fausti, i dies fasti in lingua latina, erano i giorni dell'anno in cui, nell'antica Roma, era possibile trattare gli affari pubblici e privati; ad essi erano contrapposti i giorni nefasti, dies nefasti in latino, durante i quali ci si doveva astenere dal trattare gli affari. Nel tempo il termine assunse il significato di calendario.

## Etimologia
Fasti è il plurale dell'aggettivo latino fastus, più comunemente utilizzato come sostantivo. La parola deriva da fas, che significa "ciò che è permesso", cioè "ciò che è legittimo agli occhi degli dèi". I Fasti dies erano i giorni in cui si potevano contrarre gli affari senza commettere empietà, in contrasto ai dies nefasti, i giorni in cui le assemblee e tribunali non potevano riunirsi. La parola stessa fasti venne poi utilizzata per indicare elenchi organizzati dal tempo. L'elemento temporale distingueva i fasti dai regesta, semplici registri con elenchi di proprietà o attività, come la terra o documenti, o le operazioni di trasferimento di proprietà.

## Calendari
I Fasti Diurni, divisi in urbani e rustici, erano una specie di annuari, contenenti le date e le indicazioni per le cerimonie religiose, per i giorni per i giudizi, per i giorni di mercato, le divisioni del mese, e così via. Poiché il popolo romano che avrebbe dovuto fare affidamento su queste informazioni era fondamentalmente analfabeta, questi venivano esposti nel Foro all'inizio di ogni mese, giorno che per questo motivo è stato chiamato Calendae, deriva dal latino calare, ossia "chiamare, convocare". Questi Calendaria, come erano ufficialmente chiamati, erano di esclusiva competenza del Collegio dei Pontefici.
Nel 304 a.C. Gneo Flavio, un liberto che per le funzioni che assolveva divenne un esperto della giurisprudenza romana, introdusse l'usanza di pubblicare nel Foro delle tavole scolpite nella pietra, di solito nelle quattro facce di un solido rettangolare, con l'indicazione dei Fasti, oltre a brevi riferimenti alle vittorie, i trionfi, i prodigi, ed eventi importanti di questo genere. Questa lista è stata all'origine del Calendarium scritto, il calendario romano, in cui ogni settimana veniva suddivisa in otto giorni, ciascuno indicato con le lettere dalla A all'H. Ogni giorno poi era caratterizzato da una certa lettera ad indicarne la natura. Così la lettera F. stava per Fastus, la N. per Nefastus, NP per Nefastus Priore ("illecito prima di mezzogiorno "), FP per Fastus Priore ("legittimo prima di mezzogiorno "), Q. Rex C.F. per Quando rex (sacrorum) comitiavit fastus ("legittimo dopo che il rex sacrorum è apparso in assemblea"), C. per Comitialis ("giorni per le Assemblee"), EN, per Dies intercisus, endotercisus ("nefasti all'inizio e alla fine, ma fasti in mezzo").
La popolazione rurale celebrava meno feste, sacrifici, cerimonie e ferie della popolazione della città e per questo i fasti rustici, come il Rusticum Calendarium Farnesianum, contenevano semplici indicazioni come le cerimonie della calende, none e idi, le fiere, i segni dello zodiaco, l'incremento e il decremento dei giorni, gli dei tutelari di ogni mese, oltre all'indicazione di alcuni lavori agricoli da eseguire nel mese.
È stato ritrovato un numero considerevole di Calendaria, ma nessuno di questi sembra essere di età anteriore all'epoca di Augusto. Il calendario di Preneste, scoperto nel 1770, elaborato dal famoso grammatico Verrio Flacco, contiene i mesi di gennaio, marzo, aprile e dicembre, e una parte di febbraio. Le tavole danno conto delle festività, come anche dei trionfi di Augusto e Tiberio. Si conservano ancora due calendari completi, il cronografo del 354 di Furio Dionisio Filocalo, e una versione cristiana del calendario ufficiale, elaborato da Polemio Silvio nel 449.

## Cronache ufficiali romane
I Fasti Magistrales, gli Annales o gli Historici trattavano di festività e di ogni altro aspetto che avesse a che fare con le divinità e le magistrature romane; si occupavano degli imperatori, dei loro compleanni, cariche, giorni a loro consacrati, delle feste e celebrazioni stabilite in loro onore o per la loro prosperità. Nel tempo furono chiamati magni per distinguerli dai più semplici fasti diurni. Per questo, con il tempo, la parola fasti assunse il significato di cronache o annali.

### Fasti consolari
I fasti consolari erano cronache ufficiali nelle quali, ogni anno, era indicato con il nome dei consoli ed altri magistrati, qualche volta con l'aggiunta degli eventi più importanti, verificatisi nell'anno.
Un esempio di Fasti consolari sono i Fasti Capitolini, così chiamati perché conservati dal 1547 all'interno del cortile di Palazzo dei Conservatori sul Campidoglio, per disposizione di Alessandro Farnese, che li aveva recuperati durante gli scavi nel foro romano del 1545.